# Mathias Colombet
Pour les articles homonymes, voir Colombet.
Pas d'image ? Cliquez ici

a Compétitions nationales et continentales officielles uniquement.

b Matchs officiels uniquement.
Dernière mise à jour le 18 août 2025.
Mathias Colombet, né le 1er mai 1997 à Aire-sur-l'Adour, est un joueur français de rugby à XV et à sept. Il évolue au poste d'arrière et d'ailier.

## Biographie

### Formation
À l'âge de sept ans, Mathias Colombet se blesse à la tête et souffre d'un trauma crânien. Cet accident l'éloigne des terrains durant sept ans. À l'âge de 14 ans, il reprend le rugby avec l'Avenir aturin rugby à Aire-sur-l'Adour. Par la suite, il intègre la sélection du Béarn au côté notamment de Lucas Rey, Romain Buros et Antoine Hastoy. Il rejoint la Section paloise en 2014, et intègre dès l'année suivante le groupe espoir du club.
Damien Traille est son parrain lors de l'édition 2016 des Étoiles du Sport.

### Carrière professionnelle

#### Début avec la Section paloise entre 2017 et 2020
Mathias Colombet dispute son premier match avec l'équipe professionnelle le 8 décembre 2017 en Challenge européen face au SU Agen en tant que titulaire. Il dispute deux autres matchs de Challenge européen lors de la saison 2017-2018. Il dispute son premier match en Top 14 le 17 mars 2018 au stade Marcel-Michelin face à l'ASM Clermont en tant que titulaire.
Les deux saisons suivantes, il ne dispute que quatre match de Challenge européen.
Pour la saison 2019-2020, il est mis à la disposition de l'équipe de France de rugby à sept par la Section paloise.
En février 2020, il participe au Supersevens 2020 et s'incline en finale face au Racing 92. En mai 2020, il n'est pas conservé par la Section paloise et signe définitivement avec l'équipe de France de rugby à sept. Il exprime sa rancœur dans les médias contre les dirigeants palois et le staff technique du club qui ont décidé de ne pas le conserver à l'issue de la saison 2019-2020 de Top 14, mettant en colère le président de la Section paloise, Bernard Pontneau.

#### Equipe de France à sept (2020-2021)
En 2019, il est sélectionné en équipe de France de rugby à sept,,, mais il dispute son premier match officiel lors du tournoi de Los Angeles 2020. Il participe également au tournoi de Vancouver 2020.

#### Retour à la Section paloise (2021-2023)
En juin 2021, il revient au sein de la Section paloise,. Durant la saison 2021 du Supersevens, il participe aux étapes d'Aix-en-Provence, de Toulouse et à la finale à la Paris Défense Arena avec l'effectif palois en tant que capitaine de l'équipe.
Durant la saison 2021-2022, il dispute 15 matchs de Top 14. Il inscrit son premier essai en pro le 30 janvier 2022 face à l'ASM Clermont. En avril 2022, il prolonge son contrat avec la Section jusqu'en 2025. Sa saison est cependant interrompue en mars 2022, à la suite d'une commotion cérébrale subie lors d'un match face à l'Union Bordeaux Bège, le contraignant à un repos de trois mois.
Durant la saison 2022-2023, il dispute 11 matchs de Top 14 et inscrit trois essais, et il dispute trois matchs de Challenge Cup.
Entre septembre et octobre 2023, il participe avec la Section paloise sevens à toutes les étapes et à la finale de la saison 2023 du Supersevens. 

#### Prêt à Provence rugby, puis signature définitive (depuis 2023)
Le 26 octobre 2023, il est prêté jusqu'à la fin de la saison 2023-2024 en Pro D2 à Provence Rugby. Il dispute son premier match le 3 novembre 2023 face à Valence Romans et inscrit un essai. Face au Stade montois, mi novembre 2023, il rate son plaquage sur Eroni Sau et subit une violente commotion cérébrale, l'obligeant à quitter la pelouse sur une civière. En mai 2023, il résilie son contrat avec la Section paloise avec qui il lui restait une année de contrat. Dans la foulée, il signe un contrat de deux saisons avec Provence rugby.

## Palmarès
- Finaliste du Supersevens en 2020 et 2023 avec la Section paloise.